# Malthodes maurus
Malthodes maurus är en skalbaggsart som först beskrevs av Laporte de Castelnau 1840.  Malthodes maurus ingår i släktet Malthodes, och familjen flugbaggar. Arten är reproducerande i Sverige.